# Omphalucha
Omphalucha là một chi bướm đêm thuộc họ Geometridae.